# Murder in the Studio (Agatha Christie-színdarabgyűjtemény)
A Murder in the Studio Agatha Christie három egyfelvonásos rádiójátékának (később színdarabjának) gyűjteménye, melyek cselekmény szempontjából egymástól függetlenek, mégis egy este alatt szokták bemutatni.
A három egyfelvonásos színdarab:
- Personal Call
- Sárga írisz (Yellow Iris)
- Butter in a Lordly Dish

Agatha Christie rádiójátékait, novelláit az elmúlt évtizedekben számtalan színház mutatta be különböző rendezési és előadási formátumokban, Amerikától kezdve, Ausztrálián át, az Egyesült Királyságon keresztül egészen Kínáig.
Színpadon Magyarországon még nem került bemutatásra.